# Jeremy Bright
Jeremy Doland Bright (Baltimora, 25 maggio 1972 –   scomparso a Myrtle Point il 14 agosto 1986) è stato un ragazzo statunitense scomparso in circostanze misteriose mentre partecipava alla Fiera della Contea di Coos a Myrtle Point, Oregon.
Al momento della sua scomparsa, Bright risiedeva a Grants Pass e aveva fatto visita alla famiglia a Myrtle Point. Il 14 agosto 1986, partecipò alla Fiera della Contea di Coos con sua sorella minore. Durante il giorno, i due si separarono, ma egli non riuscì a incontrarla quel pomeriggio alla ruota panoramica. Numerosi testimoni hanno riferito di aver visto Bright portato via a forza dal luogo da un uomo sconosciuto, sebbene questi avvistamenti non siano stati confermati.
Inizialmente, le forze dell'ordine locali sospettavano che Bright fosse stato assassinato; tuttavia, entro la settimana successiva alla sua scomparsa, diversi avvistamenti del ragazzo nella zona portarono i detective a cambiare idea e il giovane venne temporaneamente classificato come un fuggiasco. Numerose teorie e voci circolarono a Myrtle Point in seguito alla scomparsa di Bright, le quali furono descritte in dettaglio in un episodio del 1989 di Unsolved Mysteries. Tra esse ce n'erano alcune che affermavano che il giovane fosse morto per overdose durante una festa e che il suo corpo era stato eliminato dai presenti; altre voci affermavano che uomini locali, scambiandolo per un ladro, gli avevano sparato mentre camminava in prossimità del Coquille River, tentando poi di salvarlo ma che, essendo poi morto a causa della ferita riportata, lo avevano seppellito in una fossa poco profonda. Le forze dell'ordine hanno condotto ricerche di proprietà in corrispondenza di queste voci, ma non hanno trovato prove che portino alla scoperta di Bright.
Un uomo del posto che aveva fatto da babysitter a Bright durante la sua infanzia, Terry Lee Steinhoff, venne considerato un sospetto nella sua scomparsa dopo che l'uomo venne condannato per aver ucciso una donna di 32 anni; ci sono state notizie secondo cui Bright è stato visto nel camion di Steinhoff il giorno in cui è scomparso. Tuttavia, Steinhoff è morto in prigione nel 2007.
Nell'agosto 2011, la famiglia di Bright dichiarò di considerarlo presunto morto e di aver fatto celebrare un formale funerale in sua memoria.

## Cronologia

### Sfondo
Nell'agosto 1986, il quattordicenne Jeremy Bright, residente a Grants Pass, Oregon, alloggiava a Myrtle Point con il patrigno e la sorella minore. Nato a Baltimora, nel Maryland, Bright era stato allevato a Myrtle Point. Mercoledì 13 agosto, Bright ha partecipato alla Fiera della Contea di Coos con il suo amico Johnny Fish. Quel giorno chiamò sua madre Diane da un telefono pubblico e fece in modo che lei andasse a prendere lui e sua sorella di 10 anni, S'te, a Myrtle Point il 15 agosto. Più tardi lo stesso giorno, Bright ha incontrato il suo patrigno in una taverna di proprietà di sua nonna, e gli è stato dato del denaro per partecipare alla fiera il giorno successivo. Questa è stata l'ultima volta che è stato visto dal patrigno o dalla nonna.

### Scomparsa
Giovedì 14 agosto, Bright ha partecipato alla fiera una seconda volta, ora con S'te. I due si sono separati intorno alle 14:00 circa, con Bright che pianificava di incontrarsi di nuovo con sua sorella alle 17:00 vicino alla ruota panoramica nel quartiere fieristico. Non è mai riapparso. È stato visto un'ultima volta indossare una giacca a vento nera, una canotta rossa, pantaloncini di nylon blu, ed un paio di scarpe Nike taglia 13 nere con lacci rossi.
Il giorno seguente, il 15 agosto, la madre di Bright arrivò a casa del patrigno a Myrtle Point per prendere Jeremy e S'te; all'interno, trovò il portafoglio di Bright, l'orologio e le chiavi del loro appartamento Grants Pass. Dopo che Bright non si è fatto vedere in quel giorno dai membri della sua famiglia, la donna ha contattato le autorità e ha denunciato la sua scomparsa.

### Indagine
Inizialmente le forze dell'ordine sospettavano che Bright fosse stato assassinato, ma il 23 agosto 1986, meno di una settimana dopo la sua scomparsa, fu annunciato che essi non sospettavano più di che fosse avvenuto un delitto a causa di presunti avvistamenti di Bright nei giorni successivi alla sua scomparsa, alcuni dei quali sono stati riportati fino al 16 o 17 agosto. Le forze dell'ordine hanno ritenuto che Bright potesse essere fuggito con il luna park itinerante.  In alternativa, diversi individui (incluso S'te) avevano riferito in precedenza di aver visto Bright essere "forzatamente portato via" da un uomo vicino alla ruota panoramica del quartiere fieristico tra le 13:00 e le 13:30.
Diverse voci circolarono al momento della scomparsa di Bright: una sosteneva che Bright, che aveva un soffio cardiaco, aveva partecipato ad una festa ed ingerito una birra adulterata con una droga illegale che gli aveva causato una overdose fatale. Un'altra voce, proveniente da una soffiata anonima attraverso un carcerato, affermò che Bright era stato accidentalmente ucciso a colpi di arma da fuoco da un gruppo di uomini litigiosi mentre era con i suoi amici in una locale buca per il nuoto lungo il Coquille River. Una versione alternativa di questa voce ha affermato che Bright era stato ucciso durante una pratica di tiro al bersaglio. Presumibilmente, i responsabili avevano tentato di curare Bright in una cabina remota, il quale era però morto a causa della ferita. L'informatore affermò che il suo corpo era stato sepolto nei boschi in una fossa poco profonda. La polizia, tuttavia, ha perquisito la suddetta cabina e l'area circostante e non ha trovato nulla.
Cecelia Fish, la sorella di Johnny, l'amico di Bright, ha detto alla polizia che la notte della scomparsa di Jeremy ha visto un uomo del suo condominio coperto di sangue inciampare nell'ingresso.
Numerosi pozzi nell'area di Myrtle Point sono stati ispezionati a seguito della scomparsa di Bright dopo che un informatore anonimo a metà agosto 1986 aveva affermato che il corpo di Bright si trovava in un pozzo della zona. Un altro suggerimento infruttuoso dato alle forze dell'ordine fu quelle che suggerì loro di "seguire una strada per un ponte di cemento nel Nebraska occidentale." Un altro suggerimento ha condotto gli investigatori ad un giovane di nome Jeremy Bright che lavorava per una compagnia di circo in Florida, dove molti luna park e circhi itineranti si trasferiscono durante i mesi invernali, ma l'uomo in questione era solamente un omonimo del Colorado.
Nell'agosto 1988, iniziarono le riprese di un episodio della serie Unsolved Mysteries incentrato sulla scomparsa di Bright. L'episodio è andato in onda nel gennaio 1989.

#### Terry Lee Steinhoff
Secondo alcuni resoconti, Bright venne visto per l'ultima volta sul sedile del passeggero di un camion di proprietà di un giovane di nome Terry Lee Steinhoff, che un tempo faceva da babysitter a Bright. Nel gennaio 1989, una settimana dopo che il caso era apparso su Unsolved Mysteries, Steinhoff fu accusato della morte della 32enne Patricia Morris e la polizia lo considerò un potenziale sospetto della scomparsa di Bright. Steinhoff è morto in prigione nel 2007 per overdose di eroina.

### Conseguenze
Secondo un rapporto del 2007, la madre di Bright risiede in Florida dal 1998, ma torna a Myrtle Point ogni estate per aiutare nelle ricerche.
Alla data del 18 febbraio 2020, Bright rimane disperso, ed è considerato presumibilmente morto dalla sua famiglia. In un necrologio per lo zio materno di Bright, morto a Pendleton, in Oregon nel 2010, è stato scritto che è stato preceduto nella morte "molto probabilmente dal suo nipote maggiore, Jeremy Bright, che è stato un bambino scomparso dall'agosto del 1986." Nell'agosto 2011, la sua famiglia ha tenuto un servizio commemorativo formale in sua memoria.
Nell'ottobre 2016, uno stagno su proprietà privata a circa 40 km da Myrtle Point è stato ispezionato dalla polizia dopo che una segnalazione aveva affermato che il corpo di Bright poteva essere stato smaltito lì; la ricerca, tuttavia, si rivelò infruttuosa.